# Батлер, Генри, 2-й граф Каррик
Генри Томас Батлер, 2-й граф Каррик (англ. Henry Thomas Butler, 2nd Earl of Carrick; 19 мая 1746 — 20 июля 1813) — ирландский пэр и политик. Он был известен как Достопочтенный Генри Томас Батлер с 1746 по 1748 год и виконт Икеррин с 1748 по 1774 год.

## Биография
Родился 19 мая 1746 года. Старший сын Сомерсета Батлера, 1-го графа Каррика (1718—1774), и леди Джулианы Бойл (1728—1804).
Генри Батлер заседал в Ирландской палате общин от Киллили с 1768 по 1774 год.
15 апреля 1774 года после смерти своего отца Генри Томас Батлер унаследовал титулы 2-го графа Каррика в графстве Типперэри (Пэрство Ирландии) и 9-го виконта Икеррина в графстве Типперэри (Пэрство Ирландии).
В июле 1813 года лорд Каррик скончался в Маунт-Джульетте, графство Килкенни, в возрасте 67 лет.

## Семья
7 августа 1774 года лорд Каррик женился на Саре Тейлор (ок. 1756 — 4 апреля 1841), дочери полковника Эдварда Тейлора и Энн Маунселл. У супругов было пятеро детей:
- Леди Сара Батлер (31 июля 1787 — 7 июля 1838), в 1812 году она вышла замуж за Чарльза Вандесфорда (1780—1860)
- Леди Энн Батлер (? — 29 мая 1831), в 1798 году она вышла замуж за преподобного Генри Максвелла, 6-го барона Фарнема.
- Сомерсет Ричард Батлер, 3-й граф Каррик  (28 сентября 1779 — 4 февраля 1838)[1], старший сын и преемник отца.
- Достопочтенный Генри Эдвард Батлер (3 декабря 1780 — 7 декабря 1856)
- Леди Джулиана Батлер (20 сентября 1783 — 22 июля 1861), в 1800 году она вышла замуж за своего кузена Сомерсета Лаури-Корри, 2-го графа Белмора.